# 珊珠湖
珊珠湖，是臺灣苗栗縣頭份市的一個傳統地域名稱，位於該市東北部。相較於今日行政區，其範圍大致包括珊湖里不含西南邊凸出部分的西段、流東里不含西南邊凸出部分。

## 歷史
台灣清治末期至日治初期，珊珠湖地區為一街庄，稱為「珊珠湖庄」，隸屬於竹南一堡。該庄北與寶斗仁庄為鄰，東與富興庄為鄰，東南邊凸出部分的南側與銅鑼圈庄為鄰，南邊隔中港溪與內灣庄為界，西南邊為斗換坪庄，西邊為興隆庄。
1901年（日治明治三十四年）11月，全台廢縣廳改設二十廳，該庄隸屬於新竹廳。1909年（明治四十二年）10月，合併二十廳為十二廳，該庄隸屬不變。1920年（大正九年），廢十二廳改設五州二廳，該庄改制為「珊珠湖」大字，隸屬於新竹州竹南郡頭分庄，大字下有「珊珠湖」、「九芎林」、「水流東」小字名。1940年6月，頭分庄升格為頭分街。
戰後頭分街改制並改名為頭份鎮，隸屬於新竹縣，大字亦改制為里。1950年桃、竹、苗分治，頭份鎮改隸屬於苗栗縣。2015年10月，因人口超過10萬，頭份鎮升格為頭份市。

## 聚落
本地區發展較早的聚落有水流東、珊珠湖、老崎、九芎林角、石坑仔等，在日治期初期的官方地圖上已有記載。此外，本地區尚有張厝、全家福新村、中正新村等聚落。

## 交通
省道台3線俗稱「內山公路」，是台北至屏東的內陸縱貫幹道，其中龍潭至豐原路段又稱「中豐公路」，大致以東北—西南走向轉北北西—南南東走向再轉縱向蜿蜒經過珊珠湖地區東南部。由該道路向東北可前往峨眉、北埔、竹東下公館、橫山等地，向南可前往三灣、獅潭、大湖等地。
縣道124號是竹南至獅潭的道路，大致以西南—東北走向轉橫向再轉北北西—南南東走向至珊湖橋南側與省道台3線共線後轉南經過本地區南部。由該道路向西南轉西再轉西北西可前往頭份市區、竹南等地，向南可前往三灣、南庄、獅潭等地。
鄉道苗2線是崎頂海水浴場至水流東的道路，其東側端點位於本地區北部水流田鄉道苗2-3線路口。由此向西北轉西南西蜿蜒而後，出境後可前往興隆、大埔、崎頂並止於崎頂海水浴場。
鄉道苗2-3線（新珊路、信德路）是寶斗仁至珊珠湖的道路，也是昔日跨縣鄉道竹苗47線的苗栗縣境內路段。其北側端點位於本地區北部苗栗縣、新竹縣邊界處，亦即鄉道竹47線的南側端點；其南側端點位於本地區南部親民路路口，整條路線略呈北北東—南南西走向，是本地區主要的縱向連絡道路。

## 學校
- 亞太創意技術學院
- 信德國小